# بدهی (فیلم ۱۹۹۹)
بدهی (لهستانی: Dług) فیلمی در ژانر درام و تریلر است که در سال ۱۹۹۹ منتشر شد. از بازیگران آن می‌توان به رابرت گونرا اشاره کرد.